# Wappen von Saint-Martin

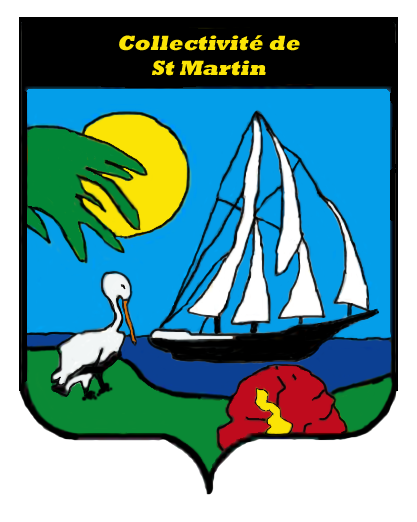
Wappen von Saint-Martin

Das Wappen von Saint-Martin, dem französischen Teil der Insel St. Martin in den Antillen, ist eher naturalistisch als heraldisch in seiner Darstellung.
Im blauen Schild mit grünem Schildfuß und mit einem blauen See zeigt es ein schwarzes Segelschiff mit weißen Gaffelsegeln an zwei Masten nach links segelnd. Aus dem rechten Schildrand ragen grüne Palmenblätter hervor und verdecken teilweise eine goldene Sonnenscheibe ohne Strahlen und Gesicht. Ein weißer Pelikan steht rechts im Rasen und links strahlt eine halbe rote Blüte mit goldenem Butzen.
Im schwarzen Schildhaupt steht in goldenen Majuskeln je nach Zeitepoche „VILLE de SAINT MARTIN“ oder „COLLECTIVITE DE SAINT MARTIN“.